# One Chip MSX
One Chip MSX (также используется сокращение OCM) — реализация 8-разрядного бытового компьютера стандарта MSX2, популярного в 1980-х годах, выпущенная японской компанией D4 Enterprise в 2006 году на современной элементной базе. Он был произведён ограниченным тиражом к 20-летию со дня создания стандарта, и продавался по предварительным онлайновым заказам, а также в некоторых обычных магазинах Японии.

## История
Разработка устройства была начата в 2004 году, по инициативе ассоциации MSX Association, проявленной в связи с приближающимся 20-летием стандарта MSX2 (1986). Предполагалось, что производством будет заниматься предприятие ASCII Solutions компании ASCII Corporation (одного из разработчиков стандарта MSX). Разработанное устройство получило название One Chip MSX, так как применяемая в нём современная элементная база в виде микросхемы программируемой логики (ПЛИС) компании Altera позволила разместить все основные компоненты системы в единственной микросхеме. Устройство соответствовало спецификациям MSX2. На фотографиях платы прототипа 2004 года видны названия компаний, причастных к созданию системы — ESE Artists' Factory, MSX Association, ASCII Corporation, ASCII Solutions Inc.
Условием для начала производства устройства являлся сбор 5000 предварительных заказов на его покупку. Однако, за отведённый срок поступило всего 3414 заказа (по Японии), и в конце 2005 года компания ASCII объявила об отказе от производства системы. MSX Association начала поиск альтернативных возможностей производства One Chip MSX.
В августе 2006 года японская компания D4 Enterprise анонсировала скорый выход системы. Была произведена партия из 5000 экземпляров. Плата устройства от D4 Enterprise похожа на вариант от ASCII, однако имеет некоторые отличия. Приём предварительных онлайновых заказов на систему, по цене в 20790 иен, начался 12 октября того же года и был прекращён в конце ноября. Помимо онлайновых продаж, система также поступала в открытую продажу в ряде японских магазинов.
Первая партия One Chip MSX продавалась исключительно на территории Японии. Согласно объявлению компании Bazix, являющейся официальным представителем MSX Association в Европе, система не могла быть выпущена в её текущем виде в США или Европе из-за несоответствия некоторых её частей требованиям этих стран. В конце 2006 года было объявлено о производстве дополнительной партии One Chip MSX, соответствующей нужным требованиям, для реализации в этих странах. Предварительные заказы на приобретение этой версии системы принимались на сайте Bazix в ноябре 2006 года.

## Устройство
Система построена на микросхеме программируемой логики (ПЛИС) Altera Cyclone EP1C12Q240C8. Аналогичная концепция ранее использовалась в компьютерах C-One (реализация Commodore 64) и Sprinter (ZX Spectrum-совместимый компьютер). Микросхема ПЛИС представляет собой массив логических элементов, связи между которыми, и, соответственно, схема реализуемого устройства, задаются прошивкой, записываемой в память микросхемы. Таким образом, существует возможность исправления ошибок схемы, а также добавления новых устройств и функций, с помощью перепрошивки ПЛИС (выполняемой средствами самого устройства, либо через USB-кабель). В стандартной конфигурации ПЛИС One Chip MSX реализованы почти все компоненты компьютера, совместимого со стандартом MSX2 — процессор Zilog Z80, видеоконтроллер Yamaha V9938, микросхема звукогенератора AY-3-8910, устройства MSX-Music и Konami Sound Cartridge. Вне ПЛИС находятся только оперативная память, аппаратные интерфейсы для подключения клавиатуры, монитора, SD/MMC карты, стандартных картриджей и джойстиков MSX, и других устройств.
Система имеет пластиковый полупрозрачный корпус синего цвета, и может использоваться со стандартным монитором (или телевизором) и стандартной клавиатурой для IBM PC-совместимых компьютеров. Присутствуют два слота для подключения стандартных игровых картриджей или картриджей расширения (например, IDE-контроллера или внешнего трёхдюймового дисковода). В качестве внешнего носителя данных используются карты формата SD/MMC.

## Технические характеристики
Характеристики устройства:
- ПЛИС: Altera Cyclone EP1C12Q240C8N
- Память: 32 МБ ОЗУ
- Носители данных:
  - Слот для SD/MMC карт
  - Два слота для стандартных картриджей MSX
- Звук:
  - 2 выхода звука (для будущей поддержки стереозвука; также могут использоваться как входы)
- Подключение к телевизору или монитору:
  - Композитный видеовыход
  - Видеовыход SVHS
  - Выход VGA
- Подключение устройств:
  - Разъём для подключения PS/2 клавиатуры
  - Два разъёма USB
  - Два разъёма для стандартных джойстиков MSX
  - Разъёмы для линий ввода-вывода ПЛИС общего назначения (40 линий и 10 линий)
- В комплекте:
  - Инструкция пользователя
  - CD с программным обеспечением и исходным кодом конфигурации ПЛИС
  - Блок питания для сети 110/220 В
- Размеры: 135x156x36 мм
- Вес: 311 грамм

Характеристики стандартной конфигурации, установленной в One Chip MSX:
- MSX2-совместимая система
- Процессор: Zilog Z80 на частоте 3.58 МГц либо 10.74 МГц (турбо-режим)
- ОЗУ: 1 МБ
- Видеосистема:
  - Видеоконтроллер: V9938
  - Видео-ОЗУ: 128 КБ
  - Kanji-ROM (ПЗУ знакогенератора с японскими иероглифами)
- Звуковые устройства:
  - AY-3-8910
  - MSX-Music
  - Konami Sound Cartridge (SCC+)
- MSX-DOS2 с поддержкой FAT16
- Поддержка SD-карт, совместимая с MEGA-SCSI, в качестве основного дисковода

Дополнительные возможности:
- Существует возможность увеличения скорости работы процессора до 21.48 МГц, с помощью изменения одной строки в исходном коде конфигурации ПЛИС.
- Стереофонический выход звука может также использоваться в качестве монофонического выхода и входа, для подключения магнитофона.
- Поддерживаются японские клавиатуры со 106 и 109 клавишами, а также обычные клавиатуры со 101 или 104 клавишами.
- Присутствует возможность раздельной регулировки уровня громкости всех звуковых устройств, также как и общей громкости, с помощью клавиатуры.
- В системе имеется специальный отладчик видеоконтроллера, также управляемый с клавиатуры